# Flughafen Calvi

i7
i11
i13
Der Aéroport Calvi-Sainte Catherine (IATA-Code: CLY, ICAO-Code: LFKC) liegt 8 km südöstlich der korsischen Stadt Calvi. Calvi ist unter den vier korsischen Verkehrsflughäfen nach Bastia, Ajaccio und Figari der kleinste.

## Lage
Der Flughafen wird wegen seiner Lage in einem Gebirgstal hauptsächlich von Norden vom Meer her angeflogen. Es werden aber auch Landeanflüge ähnlich wie am ehemaligen Flughafen Kai Tak in Hongkong durchgeführt, bei denen das Flugzeug aus Richtung Norden westlich am Flughafen vorbeifliegt, vor dem Berg Capu Porcarellu eine 180°-Wende im Gebirgstal durchführt und schließlich von Süden anfliegt.
Der Flughafen ist mit öffentlichen Verkehrsmitteln nicht zu erreichen. Er verfügt über Taxistandplätze und Mietwagenstationen.

## Fluggesellschaften und Ziele
Folgende nonstop Flugverbindungen werden Stand Juli 2025 ab Calvi angeboten:
| Fluggesellschaft | Flugziele                                             |
| ---------------- | ----------------------------------------------------- |
| Air France       | Bordeaux, Lyon, Paris-Orly                            |
| Air Corsica      | Brüssel, Lyon, Marseille, Nizza, Paris-Orly, Toulouse |
| Volotea          | Bordeaux, Lille, Nantes, Straßburg                    |
| EasyJet          | Lyon, Paris-CDG, Basel, Genf                          |
| Luxair           | Luxemburg                                             |
| Air Mountain     | Sion                                                  |
| Edelweiss Air    | Zürich                                                |

## Verkehrszahlen
Im Jahr 2016 benutzten ca. 321.000 Passagiere den Flughafen, eine Steigerung von 1,3 % gegenüber dem Vorjahr. Der Frachtverkehr betrug ca. 7000 kg.
Im Jahr 2023 benutzten ca. 361.621 Passagiere den Flughafen, eine Steigerung von 4,75 % gegenüber dem Vorjahr (345.227). Im Jahr 2024 hatte der Flughafen im August, mit 85.862, die meisten Passagiere.

## Zwischenfälle
- Am 8. Februar 1965 brach bei einer Vickers Viking 1B der Airnautic (Luftfahrzeugkennzeichen F-BJEQ) beim Start vom Flughafen Calvi das Fahrwerk zusammen. Die Maschine wurde irreparabel beschädigt, die zehn Personen an Bord überlebten.[8]

- Am 6. April 1995 flog die Transall C-160NG der Französischen Luftstreitkräfte (FrAF 64-GV) nach dem Start vom Flughafen Calvi in rund 1000 Meter Höhe in baumbewachsenes, steil ansteigendes Gelände am Col de Marsolino. Alle sechs Besatzungsmitglieder überlebten.[9]